# Miconia cacatin
 (septembre 2024).
La mise en forme du texte ne suit pas les recommandations de Wikipédia : il faut le « wikifier ».
Les points d'amélioration suivants sont les cas les plus fréquents :
- Les titres sont pré-formatés par le logiciel. Ils ne sont ni en capitales, ni en gras.
- Le texte ne doit pas être écrit en capitales (les noms de famille non plus), ni en gras, ni en italique, ni en « petit »…
- Le gras n'est utilisé que pour surligner le titre de l'article dans l'introduction, une seule fois.
- L'italique est rarement utilisé : mots en langue étrangère, titres d'œuvres, noms de bateaux, etc.
- Les citations ne sont pas en italique mais en corps de texte normal. Elles sont entourées par des guillemets français : « et ».
- Les listes à puces sont à éviter, des paragraphes rédigés étant largement préférés. Les tableaux sont à réserver à la présentation de données structurées (résultats, etc.).
- Les appels de note de bas de page (petits chiffres en exposant, introduits par l'outil «  Source ») sont à placer entre la fin de phrase et le point final[comme ça].
- Les liens internes (vers d'autres articles de Wikipédia) sont à choisir avec parcimonie. Créez des liens vers des articles approfondissant le sujet. Les termes génériques sans rapport avec le sujet sont à éviter, ainsi que les répétitions de liens vers un même terme.
- Les liens externes sont à placer uniquement dans une section « Liens externes », à la fin de l'article. Ces liens sont à choisir avec parcimonie suivant les règles définies. Si un lien sert de source à l'article, son insertion dans le texte est à faire par les notes de bas de page.
- La présentation des références doit suivre les conventions bibliographiques. Il est recommandé d'utiliser les modèles {{Ouvrage}}, {{Chapitre}}, {{Article}}, {{Lien web}} et/ou {{Bibliographie}}. Le mode d'édition visuel peut mettre en forme automatiquement les références.
- Insérer une infobox (cadre d'informations à droite) n'est pas obligatoire pour parachever la mise en page.

Pour une aide détaillée, merci de consulter Aide:Wikification.
Si vous pensez que ces points ont été résolus, vous pouvez retirer ce bandeau et améliorer la mise en forme d'un autre article.
Espèce
Synonymes
Selon Tropicos (22 septembre 2024)
- Bellucia cacatin (Aubl.) Sagot
- Blakea cacatin (Aubl.) D. Don ex DC.
- Melastoma cacatin Aubl. - Basionyme

Selon GBIF (22 septembre 2024)
- Bellucia cacatin (Aubl.) Sagot
- Bellucia cacatin Aubl.
- Blakea cacatin (Aubl.) D.Don
- Blakea cacatin (Aubl.) D.Don ex DC.
- Melastoma cacatin Aubl. - Basionyme

Miconia cacatin est une espèce de plantes à fleurs de la famille des Melastomataceae, endémique du Suriname et de la Guyane.
Il est connu en Guyane sous le nom de Takalawelu (Wayãpi).

## Description
Miconia cacatin est un petit arbre haut de 2-4(-7) m. 
Les jeunes branches obtusément quadrangulaires, les pétioles, les nervures primaires des feuilles en dessous, les inflorescences et l'hypanthe sont peu ou modérément mais caduquement pubérulents, avec des poils dendritiques d'environ 0,1 mm de long, sinon glabres.
Le pétiole est long de 6-10,5(-13,5) cm.
Le limbe mesure 21-36(-65) x 8-12(-18) cm, est de forme elliptique-oblongue, à apex émoussé aigu à obtus, à base arrondie à cordulée, entière et éciliée, à 3 nervures avec des secondaires très espacées (env. 1-1,5 cm) et une nervation obscure.
Le panicule est long de 9-20 cm et étroitement oblong, submultiflore, les branches courtes (2-)4 par noeud.
Les fleurs sont 5-mères, avec des pédicelles longs de 0-3 mm et articulés à la base de l'hypanthium, les bractéoles caduques.
L'hypanthium est long d'environ 5 mm.
Le calice est long d'environ 1,2-1,4 mm et tronqué, les dents externes obsolètes.
Le torus interne est discrètement glandulaire.
Les pétales sont jaune translucide, d'environ 6 × 5 mm, obovales-suborbiculaires, glabres.
Les étamines sont isomorphes, glabres avec des thèques d'environ 5,5 mm de long, subulé et avec un petit pore incliné dorsalement, le connectif prolongé de 0,6-0,8 mm et basalement non expansé.
Le stigmate est non expansé.
Le style est basalement peu glanduleux-puberuleux.
L'ovaire est à 5 cellules et environ 1/2 inférieur, le col tronqué d'environ 1 mm de long et minutieusement glanduleux.

En 1953, Lemée propose la description suivante de Miconia cacatin :

« B. cacatïn Sagot (Melastoma c. Aubl.). Arbrisseau glabre à rameaux robustes obtusément 4-gônes, feuilles grandes (0,20-0,40 sur 0,10-0,11) à pétiole long de 0,OS-0,10 et très robuste, ovales-oblongues acuminées, à base subarrondie, inéquilatérales épaisses 3-nervées (les nervures robustes) noircissant en herbier ; fleurs ? - Riv. des Galibis. »

— Albert Lemée, 1953.

## Répartition
Miconia cacatin est endémique du Suriname et de la Guyane.

## Écologie
Miconia cacatin pousse dans le sous-étage des forêts pluviales de plaine, à 200-700 m d'altitude.

## Usages
Les Wayãpi extraient de l'écorce de Miconia cacatin un colorant de couleur brun clair.

## Protologue

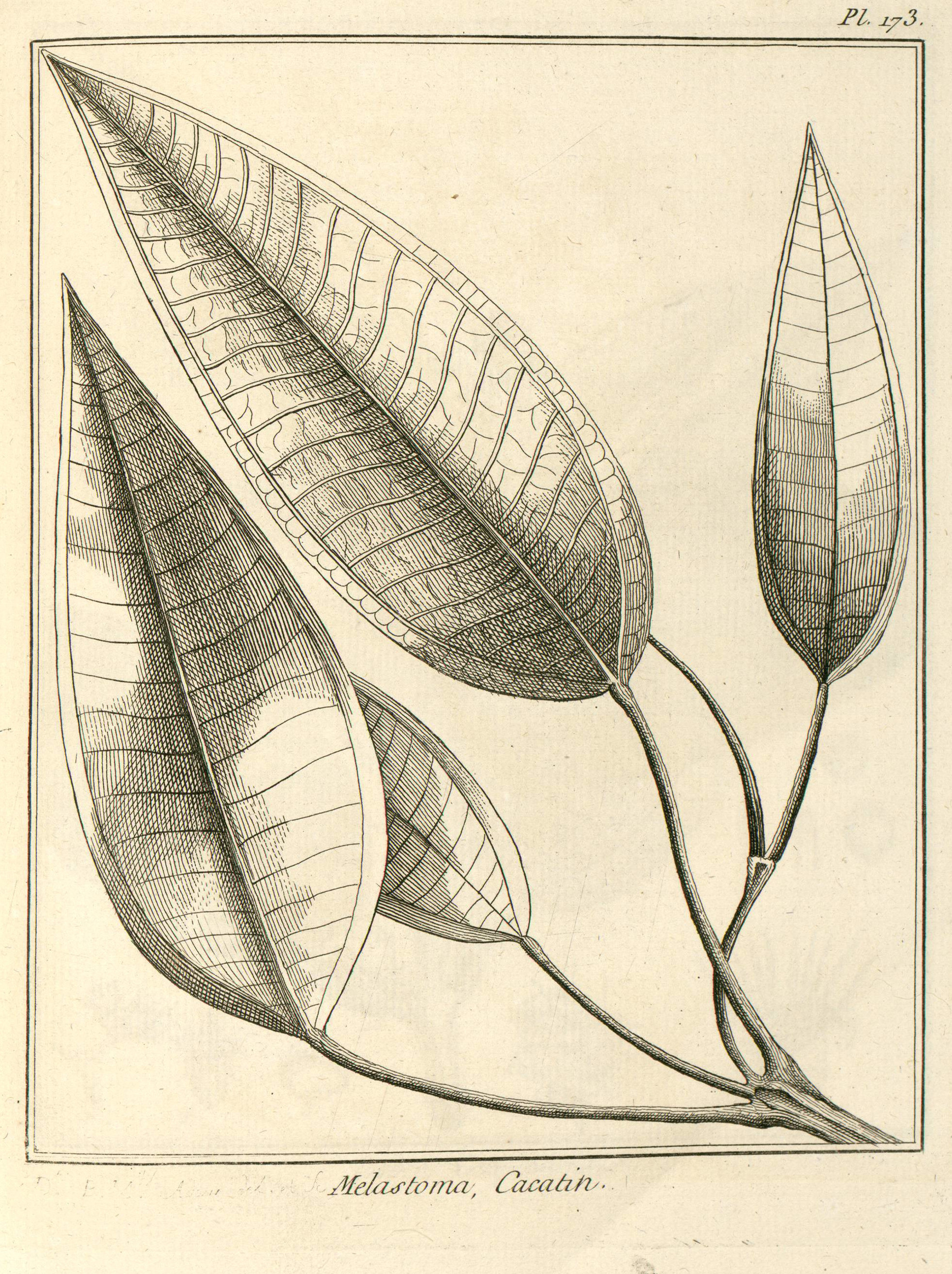
Miconia cacatin par Aublet (1775)

En 1775, le botaniste Aublet a décrit Miconia cacatin et en a proposé le protologue suivant : 

« 21. Fortè MELASTOMA (Cacatin). (Tabula 173.)
Frutex ramoſus, decem-pedalis; ramis rectis, nodoſis, tetragonis, glabris. Folia oppoſita, ampla, octodecim-uncialia, ovato-oblonga, acuta, trinervia, glabra, longe petiolata.
Flores, fructuſque non licuit obſervare,
Habitat ad ripam amnis Galibienſis.
Nomen Caribæum CACATIN.

LE MELASTOME Cacatin. (PLANCHE 173.)
Cet arbrisseau s'élève de huit à dix pieds. Ses tiges ſont ligneuſes, droites, rameuſes, à quatre angles obtus, garnies de feuilles oppoſées, & diſpoſées en croix. Ses feuilles ſont liſſes, vertes, entières, fermes, ovales, terminées en pointe, & partagées dans toute leur longueur par une nervure ſaillante en deſſous, de laquelle il en naît une de chaque côté qui ſe prolonge juſqu'à ſon extrémité ſupérieure ; entre ces trois nervures il y en a pluſieurs tranſverſales. Le pédicule de la feuille eſt cylindrique, long de quatre pouces, & renflé à ſes deux extrémités. Les plus grandes feuilles ont dix-huit pouces de longueur, ſur ſix pouces de largeur. 
Je n'ai jamais pu découvrir cet arbriſſeau ni en fleur, ni en fruit; je ne l'ai rencontré qu'aux bords de la clique des Galibis. Il m'a paru par ſon port devoir être rapporté au genre du Melaſtome. 
II eſt nommé cacatin par les Garipons. »

— Fusée-Aublet, 1775.